# ジョナサン・D・クレイン
ジョナサン・D・クレイン（Jonathan D. Krane、1952年 - 2016年8月1日）は、アメリカ合衆国の映画プロデューサー。

## 作品
- 新・王子と少年
- 閉ざされた森
- ドメスティック・フィアー
- ソードフィッシュ
- ラッキー・ナンバー
- バトルフィールド・アース
- フェイス/オフ
- マイケル
- ヌードの瞳
- ワンダフル・ファミリー/ベイビー・トーク
- コールド・ヘブン/悪夢の再会
- ホールド・オン・ミー
- 旅立ちの季節
- チェインズ/翳りゆく街
- リトル★ダイナマイツ/ベイビー・トークTOO
- リミット・アップ/天使にご用心
- ベイビー・トーク
- エキスパーツ
- 恋はあせらず
- ゾンビ・パラダイス/ゾンビが街にやってきた!
- ねらわれたオリーブたち
- チョコレート・ウォー
- ブラインド・デート
- 結婚ダブルス/ミッキー&モード
- グッバイ、デイビッド
- トレイル・オブ・ザ・ピンクパンサー